# Селия
Се́лия (Село́ния, А́угшземе; латыш. Sēlija, лит. Aukšzemė, лат. Selonia) — одна из 5 историко-культурных областей Латвии, названная по древнему балтийскому племени селов.

## История
С XIII века Селония входит в состав Земгале и включает в себя восточную часть нынешнего избирательного округа Земгале. Соответствует территории бывших Екабпилсского (Фридрихштадтского, Яунелгавского) и Иллукстского уездов. Традиционная Селония[прояснить] также включает в себя часть северо-восточной Литвы.

## Религия
Обращение селов в христианство началось в 1208 году, когда Альбрехт фон Буксгевден взял их столицу Селпилс. Согласно составленным Генрихом из Леттии «Chronicon Livoniae», селы были союзниками литовцев.
В 1218 году на этих землях было создано Селонийское епископство. В 1226 году часть территории епископства была присоединена к Рижскому архиепископству, а на оставшейся части было сформировано Семигальское епископство.